# Sumi Jo
 (avril 2011).
Si vous disposez d'ouvrages ou d'articles de référence ou si vous connaissez des sites web de qualité traitant du thème abordé ici, merci de compléter l'article en donnant les références utiles à sa vérifiabilité et en les liant à la section « Notes et références ».
Sumi Jo est une soprano colorature sud-coréenne née à Séoul le 22 novembre 1962.

## Biographie
Sumi Jo découvre le chant grâce à ses parents, amateurs de musique, et notamment sa mère fan de Maria Callas. Elle commence à chanter comme mezzo-soprano.
Après avoir obtenu des diplômes de chant et de piano dans son pays, elle vient en 1983 en Italie pour étudier le chant à l’Accademia di Santa Cecilia de Rome, notamment avec le ténor Carlo Bergonzi.
Elle fait ses débuts au Teatro Verdi de Trieste en 1986 dans le rôle de Gilda de Rigoletto. En 1988, elle se produit pour la première fois au Festival de Salzbourg dans le petit rôle de Barberine des Noces de Figaro puis elle y chante le rôle d’Oscar dans Un bal masqué et la Reine de la Nuit de la Flûte enchantée.
Elle chante tous les grands rôles du répertoire de colorature comme Lucia, Zerbinetta, Fiorilla, Amina, Elvira etc. sous la conduite de chefs d'orchestre comme Georg Solti, Zubin Mehta, Lorin Maazel ou Richard Bonynge. Elle chante également de nombreux rôles rossiniens (Fiorilla, Amenaïde, Matilde, Rosina, Adèle).
Elle aborde d’autres genres comme l’opéra français, qu’il soit léger (Auber, Adam, Offenbach) ou plus profond (Massenet, Gounod, Charpentier), ce qui convient particulièrement bien à sa voix.
Dotée d’une voix colorature, Sumi Jo sait également caractériser ses personnages alliant un timbre brillant avec une grande précision dans l’interprétation et elle porte notamment beaucoup d'attention au dessin de la mélodie.
Sumi Jo prête également sa voix à la musique originale du film La Neuvième Porte de Roman Polanski, composée par le polonais Wojciech Kilar. Sa voix y est particulièrement mise en valeur dans le thème principal, Vocalises.
En 2011, elle interprète son propre rôle dans le célèbre drame Dream High, au côté de Bae Suzy, de IU, de Kim Soo-hyun et Ok Taec Yeon. On la retrouve à nouveau en diva en 2015 dans le film Youth de Paolo Sorrentino ; elle y interprète la chanson Simple Song #3 qui est nommée au Golden Globe de la meilleure chanson originale.
En 2023, elle fait partie du jury du Concours musical international Reine Élisabeth de Belgique.
Sumi Jo est présente en France du 7 au 13 juillet 2024 au château de La Ferté-Imbault (Loir-et-Cher) pour la 1re édition de la « Sumi Jo International Singing Competition (Sumi Jo ISC) »,.
En 2025, elle est ordonnée commandeure des Arts et des Lettres.

## Discographie sélective

### Opéras
- Un ballo in maschera - Verdi - Rôle d'Oscar - Direction G. Solti - DVD - Direction H.von Karajan - CD (DG, 1989)
- Le Comte Ory - Rossini - (La Comtesse Adèle) - Orchestre de l'Opéra de Lyon - John Eliot Gardiner (Philips Classics 1989)
- Die Frau ohne Schatten - La Femme sans ombre - Richard Strauss - (La voix du faucon) - Wiener Philharmoniker - Georg Solti (Decca 1992)
- Die Zauberflöte - La Flûte enchantée - Mozart - (La Reine de la Nuit) - Orchestre du théâtre de Drottningholm - Arnold Östman (L'oiseau lyre 1993)
- Le Domino noir - Auber, - (Angèle d'Olivarès) - English Chamber Orchestra - Richard Bonynge (Decca 1995)
- Les Contes d'Hoffmann - Offenbach - (Giulietta) - Orchestre de l'Opéra national de Lyon - Kent Nagano (Erato 1996)
- Le Toréador - Adam - (Coraline) - Orchestre de l'Opéra national gallois - Richard Bonynge (Decca 1998)
- Norma - Bellini - (Adalgisa) - Orchestra La Scintilla - Giovanni Antonini (Decca 2013)

### Récitals
- Carnaval ! Airs de colorature français - English Chamber Orchestra - Richard Bonynge (Decca 1994)
- Bel Canto - English Chamber Orchestra - Giulano Carella (Erato 1997)
- The art of Sumi Jo (Decca 1998)
- Les Bijoux - Airs de l'opéra français - English Chamber Orchestra - Giulano Carella (Erato 1998)
- A Tribute to Johann Strauss - Symphonieorchester der Wiener Volksoper - Rudolf Bibl (Erato 1999)
- Prayers - Orchestre du Gürzenich de Cologne - James Conlon (Erato 2000)
- Sumi Jo - The Christmas album - Cappella Coloniensis des WDR - Michael Schneider (Erato 2000)

## Filmographie
Sauf indication contraire, les informations mentionnées dans cette section peuvent être confirmées par la base de données cinématographiques IMDb,  présente dans la section « Liens externes ».
Cette section ne liste ni les captations d'opéras, ni les films utilisant des musiques préexistantes.

### Comme actrice
- 2011 : Dream High
- 2018 : Silvio et les Autres

### Comme chanteuse
- 1999 : La Neuvième Porte - titre Vocalises
- 2011 : Mildred Pierce (mini-série) - playback
- 2015 : Youth - titre Simple Song #3